# Cristina Casandra
Cristina Iloc-Casandra, romunska atletinja, * 1. februar 1977, Zalău, Romunija.
Nastopila je na poletnih olimpijskih igrah v letih 2008 in 2012, leta 2008 je osvojila peto mesto v teku na 3000 m z zaprekami. 7. avgusta 2000 je postavila prvi uradno priznani svetovni rekord v teku na 3000 m z zaprekami s časom 9:43,64, 30. avgusta istega leta ga je še izboljšala na 9:40,20, rekord je držala do junija 2002.